# دي والش
دي والش (بالإنجليزية: Dee Walsh)‏ هو لاعب كرة قاعدة أمريكي، ولد في 28 مارس 1890 في سانت لويس في الولايات المتحدة، وتوفي بنفس المكان في 14 يوليو 1971.

## وصلات خارجية
- دي والش على موقعبيزبول رفرنس.كوم (الدوري الرئيسي) (الإنجليزية)
- دي والش على موقعبيزبول رفرنس.كوم (الدوري الثانوي) (الإنجليزية)